# Olešnice (okres Rychnov nad Kněžnou)
Olešnice (německy Olleschnitz) je obec, která se nachází v okrese Rychnov nad Kněžnou v Královéhradeckém kraji. Žije zde 483 obyvatel.

## Historie
První písemná zmínka o obci pochází z roku 1407.

## Části obce
- Olešnice
- Hoděčín

## Další fotografie

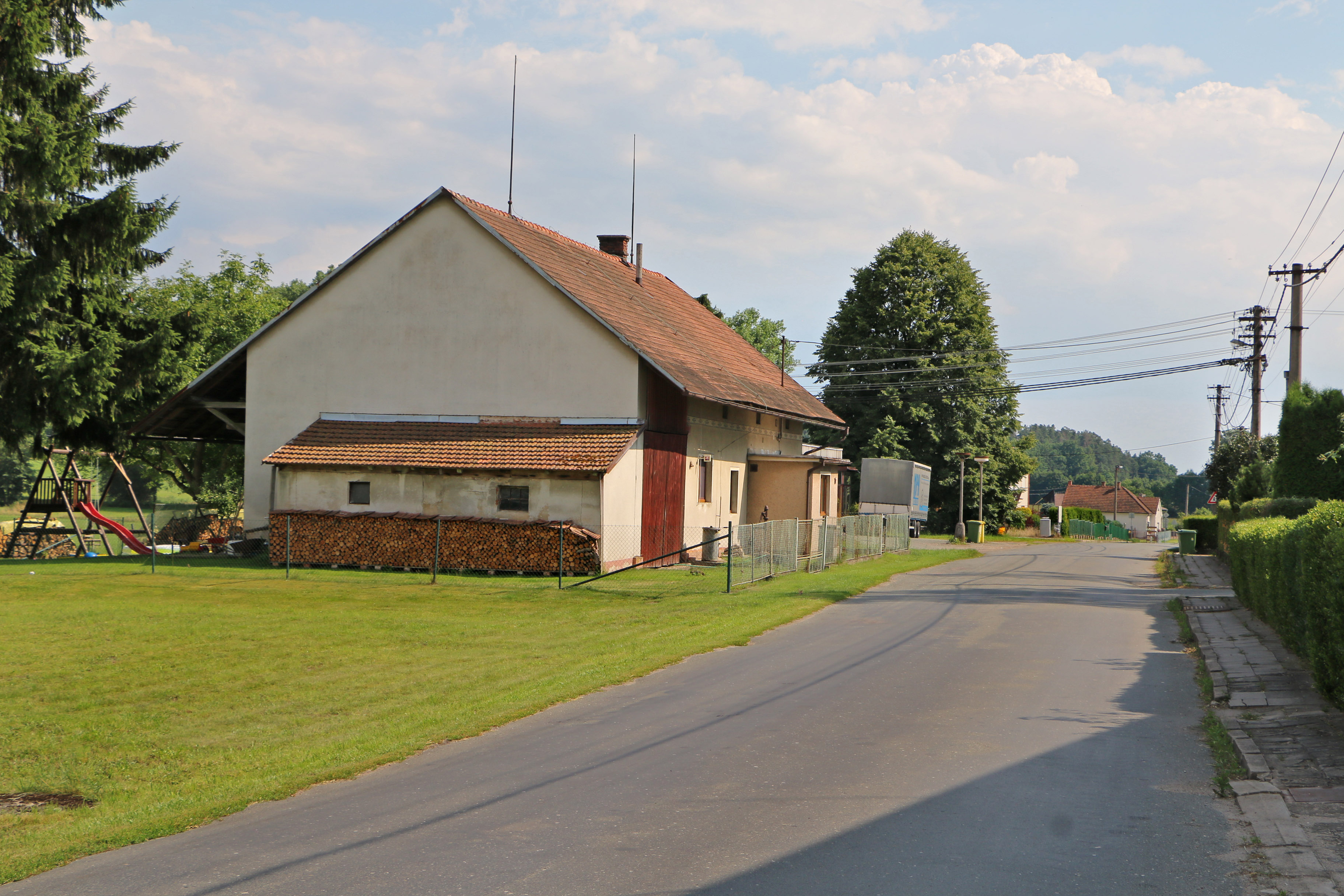
Dům čp. 17 u hlavní silnice
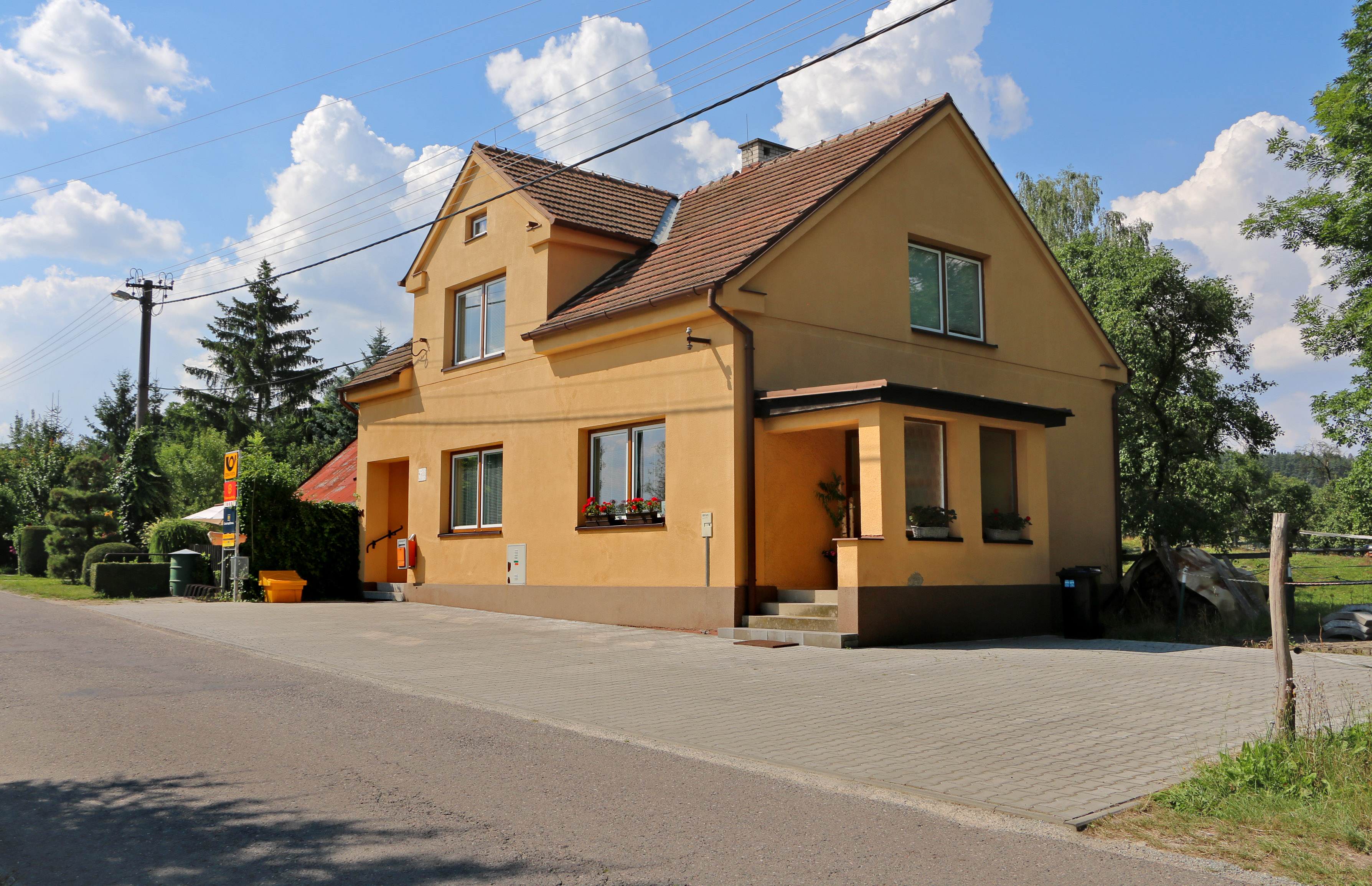
Pošta
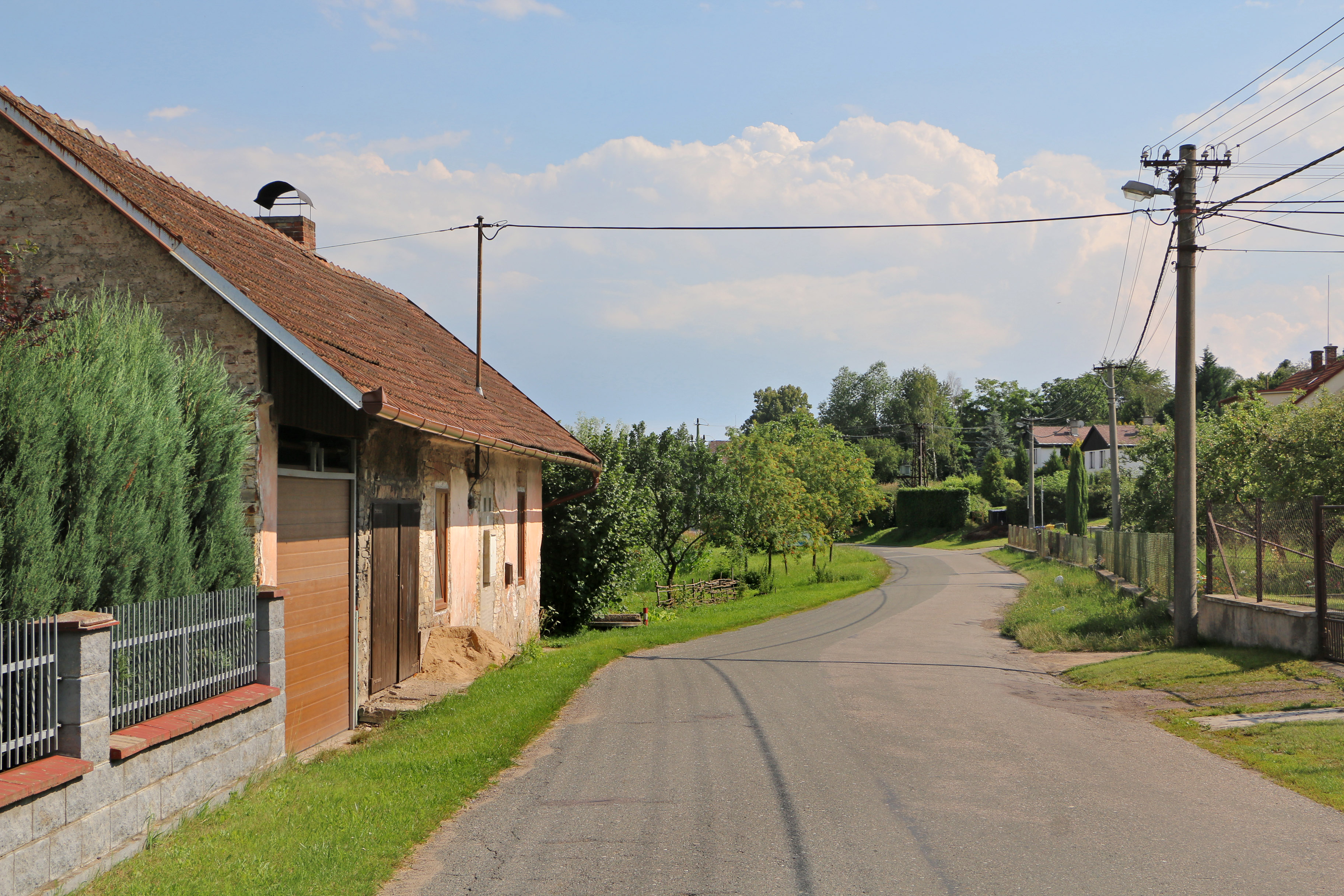
Silnice k Česticím v jižní části obce
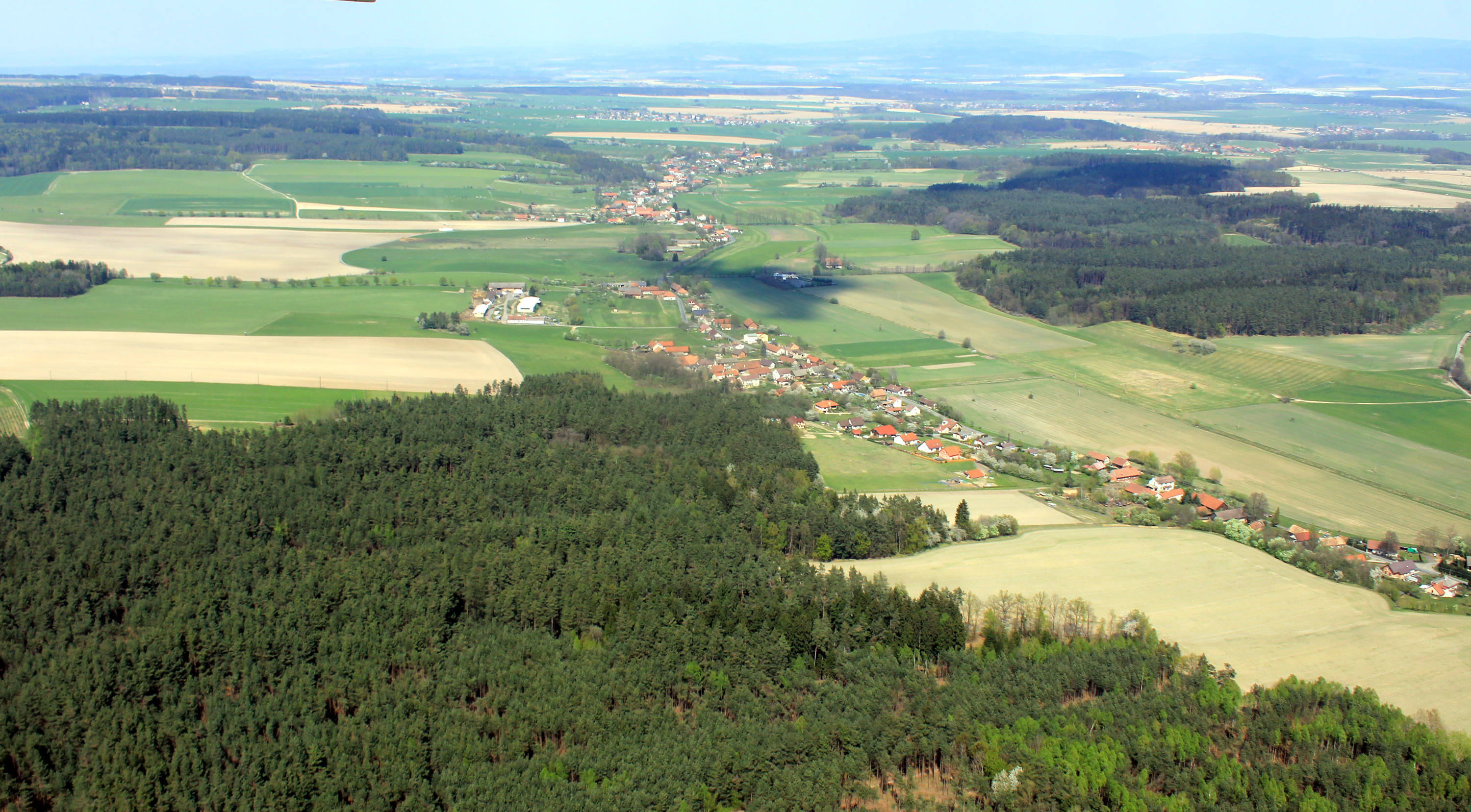
Letecký pohled